# Lupinina
Lupinina – organiczny związek chemiczny, alkaloid występujący w rodzaju Lupinus – łubin, dlatego nazywany jest alkaloidem „łubinowym”. Ma znaczenie wyłącznie toksykologiczne (dla zwierząt). Badania nad alkaloidami łubinowymi były szeroko prowadzone w Polsce.